# Maison au 72, rue des Trois-Épis à Niedermorschwihr
La maison au 72, rue des Trois-Épis est un monument historique situé à Niedermorschwihr, dans le département français du Haut-Rhin.

## Localisation
Ce bâtiment est situé au 72, rue des Trois-Épis à Niedermorschwihr.

## Historique
L'édifice fait l'objet d'une inscription au titre des monuments historiques depuis 2004.